# Attanasio di Balad
Attanasio di Balad, o Attanasio di Antiochia, noto anche come Athanasius Baldoyo (in siriaco ܐܬܢܐܣܝܘܣ ܕܬܪܝܢ ܒܠܕܝܐ; in arabo اثناسيوس الثاني البلدي‎?) (Balad, 634 – Antiochia di Siria, 11 settembre 686/687), è stato un vescovo cristiano orientale, filosofo e scrittore siro, Patriarca di Antiochia della Chiesa ortodossa siriaca dal 685 alla morte.

## Biografia

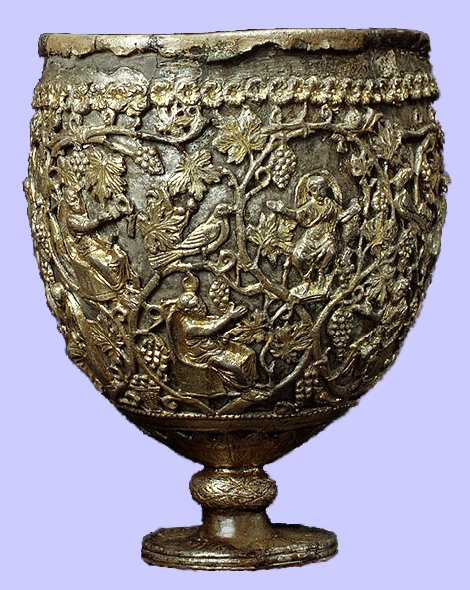
Il Calice di Antiochia (1ª metà del VI secolo; New York, Metropolitan Museum of Art).

Attanasio nacque nella città di Balad, lungo la riva destra del fiume Tigri, a circa 35 km a Sud di Mosul. Studiò scienze, siriaco, greco e filosofia sotto la guida del vescovo Severo Sebokht presso il monastero di Qinnasrin insieme a Giacobbe di Edessa. Divenne monaco al monastero di Beth Malke, nei pressi di Antiochia, dove continuò a studiare filosofia, specialmente di Aristotele, e nel 645 tradusse l'Isagoge di Porfirio di Tiro dal greco al siriaco e ne scrisse una prefazione. In seguito fu ordinato sacerdote e probabilmente risiedette a Nisibis (se non si suppone l'esistenza di un altro omonimo traduttore contemporaneo, tale Attanasio di Nisibis, come dice Cark Anton Baumstark nelle sue Lucubrationes Syro-Græcæ del 1894).
Nel 669 tradusse alcune lettere di Severo di Antiochia su richiesta di Matta e Daniele, vescovi metropoliti di Aleppo e di Edessa rispettivamente. Tradusse anche il Secondo discorso contro Nefalio sempre di Severo di Antiochia, le nove omelie dello Esamerone di Basilio di Cesarea nel 666/667, e parecchie omelie di Gregorio Nazianzeno. Una lettera del katholikos della Chiesa d'Oriente Timoteo (circa 780-823) indica che Attanasio fosse anche traduttore di Pseudo-Dionigi l'Areopagita. I nomi di Attanasio di Balad e del suo più giovane contemporaneo Giacobbe di Edessa si sono tramandati nella tradizione siriaca come i maestri della traduzione dei testi greci.
Tra la fine del 683 e l'inizio del 684 Attanasio fu consacrato patriarca di Antiochia con il nome di Attanasio II. Fu la 45ª persona che ricevette tale incarico, secondo la cronologia della Chiesa ortodossa siriaca. Ciò avvenne durante la seconda guerra civile islamica, quando la città era governata dalla Casa dei Marwan, ramo degli Omayyadi. Conserviamo il testo del suo lungo discorso d'investitura davanti ai vescovi della Chiesa riuniti, dei quali ne sono citati diciassette. In seguito pubblicò una lettera, datata 684, che denunciava i cristiani che partecipavano alle feste "pagane" e consumavano cibo "sacrificale", e le donne cristiane che intrattenevano relazioni intime con i "pagani":
(Attanasio di Balad, Lettere, 128-129, p. 148)
Compose anche preghiere, tre delle quali per la liturgia dell'eucaristia, e parecchie per i morti. Il patriarca copto Giovanni III di Alessandria gli indirizzò una lunga lettera sinodale datata 24 giugno 686. Attanasio mantenne la carica di patriarca di Antiochia fino alla morte avvenuta nel 686 o nel 687.

## Note

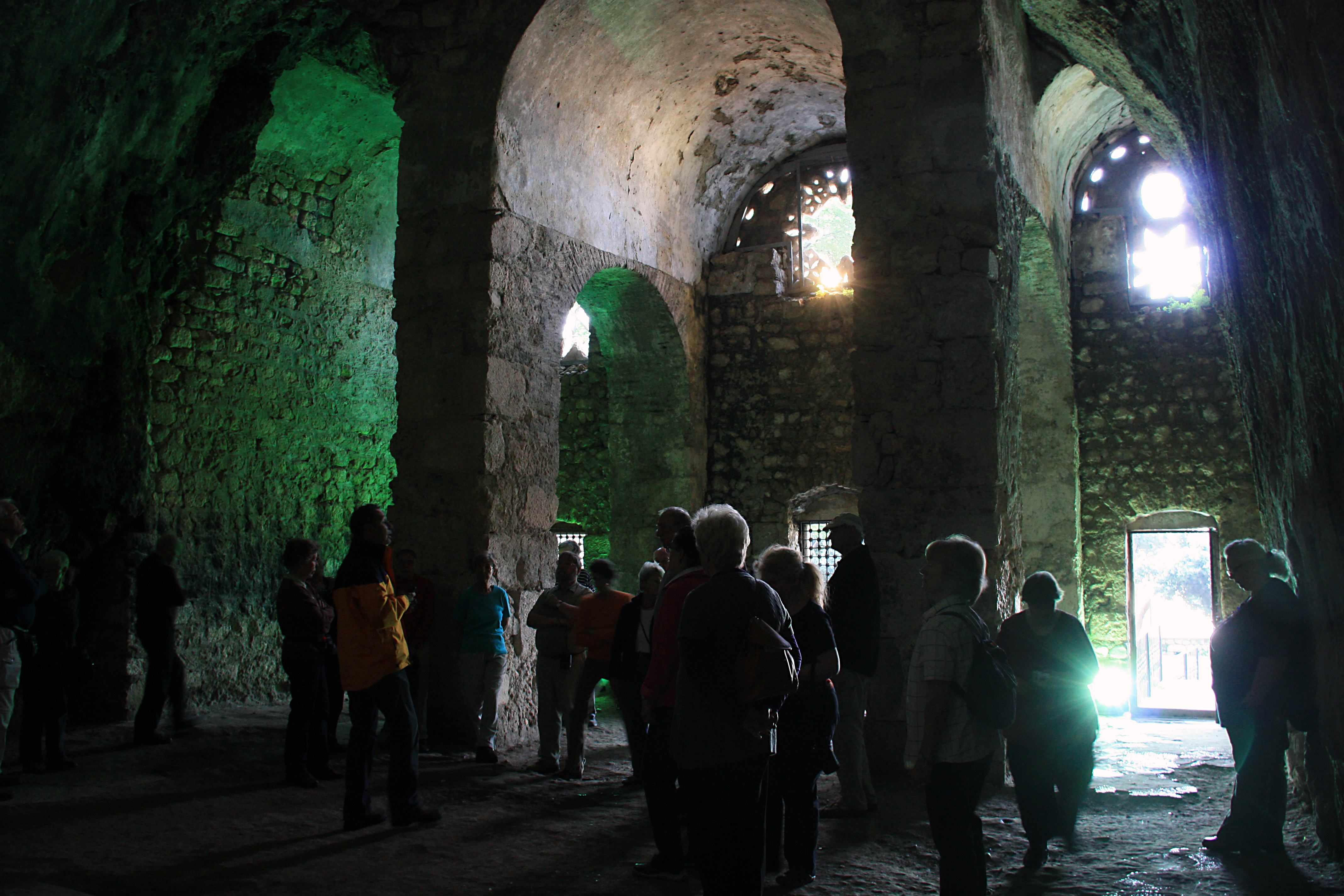
I resti della chiesa di San Pietro ad Antiochia.